# Hemigrammus matei
Hemigrammus matei is een straalvinnige vissensoort uit de familie van de karperzalmen (Characidae). De wetenschappelijke naam van de soort is voor het eerst geldig gepubliceerd in 1918 door Carl H. Eigenmann
De soort is vernoemd naar de Duitse ichtyoloog Paul Matte.